# Incarvillea mairei
Incarvillea mairei là một loài thực vật có hoa trong họ Chùm ớt. Loài này được (H.Lév.) Grierson mô tả khoa học đầu tiên năm 1961.